# Javorná (Čachrov)
Javorná (do roku 1951 Zejbiš, německy Seewiesen) je vesnice, část městyse Čachrov v okrese Klatovy v Plzeňském kraji. Nachází se deset kilometrů severovýchodně od Železné Rudy, nad údolím říčky Ostružná v nadmořské výšce 842 metrů. V roce 2011 zde trvale žilo 144 obyvatel.
Vesnice stojí na severozápadním úpatí hory Javorná (1090 metrů), podle které získala v roce 1952 svůj současný název. Nachází se na rozhraní CHKO Šumava a Přírodního parku Kochánov. K Javorné je dnes počítáno i katastrální území po zaniklé vsi Zhůří, vysídlené se zřízením vojenského prostoru Dobrá Voda roku 1952.

## Historie
První písemná zmínka o Javorné pochází z roku 1614. Původní osada náležela ke Královskému hvozdu, byly zde četné svobodnické dvory a pocházela odtud většina králováckých vrchních rychtářů. Na jejím území bylo několik sklářských hutí. Do roku 1890 k obci Javorná patřila ves Šukačka. V letech 1938 až 1945 byla Javorná, v důsledku uzavření Mnichovské dohody, přičleněna k nacistickému Německu.

## Obyvatelstvo
V roce 1910 měla obec Javorná s přilehlými samotami 122 domů a 1 131 obyvatel.
K 22. květnu 1947 v obci Zejbiš s rozlohou 4 558 ha v okrese Sušice bylo sečteno 299 přítomných obyvatel. V roce 2001 bylo v Javorné 67 domů a 151 obyvatel.
| Rok            | 1869  | 1880  | 1890  | 1900  | 1910  | 1921  | 1930  | 1950 | 1961 | 1970 | 1980 | 1991 | 2001 | 2011 | 2021 |
| -------------- | ----- | ----- | ----- | ----- | ----- | ----- | ----- | ---- | ---- | ---- | ---- | ---- | ---- | ---- | ---- |
| Počet obyvatel | 1 907 | 1 981 | 1 868 | 1 687 | 1 730 | 1 760 | 1 527 | 275  | 200  | 197  | 165  | 162  | 151  | 144  | 122  |
| Počet domů     | 221   | 207   | 197   | 195   | 198   | 199   | 212   | 124  | 45   | 41   | 41   | 50   | 67   | 68   | 70   |

## Obecní správa

### Územněsprávní začlenění
Dějiny územněsprávního začleňování zahrnují období od roku 1850 do současnosti. V chronologickém přehledu je uvedena územně administrativní příslušnost obce v roce, kdy ke změně došlo:
- 1850 okres Sušice[10]
- 1949 okres Sušice[7]
- 1950 okres Sušice, matriční úřad Místního národního výboru Zhůří[11]
- 1951 změna úředního názvu obce Zejbiš na obec Javorná[3]
- 1951 okres Klatovy, kraj Plzeňský[12]
- 1952 / 1955 okres Klatovy, kraj Plzeňský, obec se dělí na části : Javorná, Svinná, matriční úřad Místního národního výboru Běšiny[13][14]
- 1960 okres Klatovy, kraj Západočeský[15]
- k 30. dubnu 1976 okres Klatovy, kraj Západočeský, městys Čachrov[10]

## Pamětihodnosti
Kostel svaté Anny

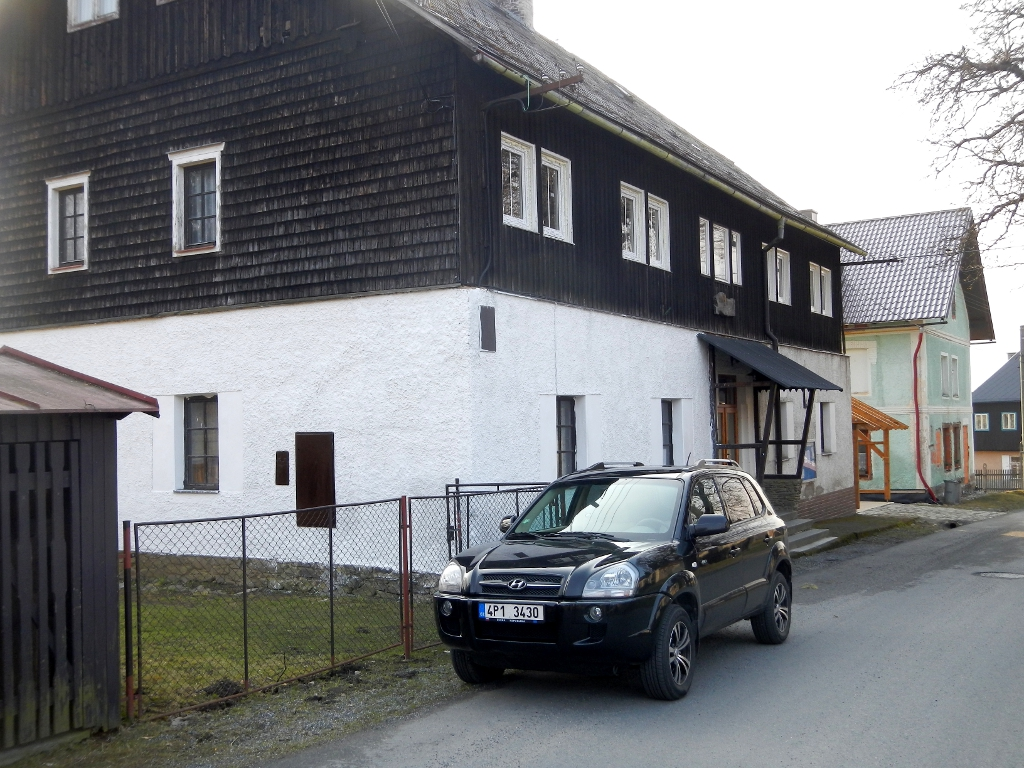
Chata Jitona Javorná

V roce 1698 byla postavena kaple, která byla přestavěna na současný barokní kostel podle návrhu architekta M. A. Gilmettiho v letech 1718–1721. V průčelí kostela jsou dvě věže kryté šindelem. Na oltářích jsou obrazy svaté Anny a Nejsvětější Trojice od W. Stoibra (1870), obraz Kristova křtu připomíná díla P. Brandla. Lustry v kostele byly výrobky zdejších zaniklých skláren, ale při rekonstrukci kostela se odvezly do Německa a sem byly přivezeny jiné. Náhrobní kameny z 18. a 19. století náleží převážně významným sklářským rodinám Gerlů, Hafenbrädlů a Adlerů. U kostela stojí památný strom lípa malolistá stará 300 let.